# Summit (Arizona)
Summit é uma Região censo-designada localizada no estado americano do Arizona, no Condado de Pima.

## Demografia
Segundo o censo americano de 2000, a sua população era de 3702 habitantes.

## Geografia
De acordo com o United States Census Bureau tem uma área de 26,2 km², dos quais 26,2 km² cobertos por terra e 0,0 km² cobertos por água.

## Localidades na vizinhança
O diagrama seguinte representa as localidades num raio de 16 km ao redor de Summit.